# Resolutie 2430 Veiligheidsraad Verenigde Naties
Resolutie 2430 van de Veiligheidsraad van de Verenigde Naties werd unaniem aangenomen op 26 juli 2018. De Veiligheidsraad verlengde het mandaat van de VN-vredesmacht in Cyprus opnieuw met een half jaar.

## Standpunten
De Verenigde Staten wilden het mandaat van de VN-vredesmacht in Cyprus herzien en bepalingen over het beëindigen ervan gekoppeld aan het politieke proces in het land toevoegen. In 2017 was de vredesmacht op vraag van de VS al eens herzien. De meeste andere landen, waaronder het Verenigd Koninkrijk dat de tekst voorbereidde, dachten dat dat het politiek proces tijdens de consultaties van speciaal gezant Jane Lute negatief kon beïnvloeden.

## Achtergrond
Nadat in 1964 geweld was uitgebroken tussen de Griekse en Turkse bevolkingsgroepen op Cyprus, stationeerden de VN de UNFICYP-vredesmacht op het eiland. Die macht wordt sindsdien om het half jaar verlengd. In 1974 bezette Turkije het noorden van Cyprus na een Griekse poging tot staatsgreep. Zo'n 1500 Grieks-Cyprioten en 500 Turks-Cyprioten uit het bezette gebied raakten toen vermist. Hun lichamen werden later teruggevonden in massagraven.
In 1983 werd dat noordelijke deel met Turkse steun van Cyprus afgescheurd. Midden 1990 begon het toetredingsproces van (Grieks-)Cyprus tot de Europese Unie, maar de EU erkent de Turkse Republiek Noord-Cyprus niet. In 2008 werd overeengekomen om een federale overheid met één internationale identiteit op te richten, naast twee gelijkwaardige deelstaten.
In 2011 werd aardgas gevonden in Cyprus' territoriale wateren. Turkije kantte zich vervolgens tegen de boorwerkzaamheden en de Turks-Cyprioten willen dat de ontginning beide bevolkingsgroepen ten goede zou komen. In 2014 werden de onderhandelingen tussen beiden over deze kwestie afgebroken.

## Inhoud
De Cyprus-conferentie van juli 2017 in Zwitserland had niet geleid tot een akkoord over het vormen van een federatie van twee gemeenschappen. Sindsdien was geen vooruitgang meer geboekt. In mei 2018 had secretaris-generaal António Guterres de Amerikaanse diplomate Jane Lute aangesteld als speciaal gezant voor het conflict in Cyprus. De betrokken partijen werden opgeroepen constructief mee te werken aan haar consultaties teneinde de onderhandelingen weer op gang te trekken.
De Grieks- en Turks-Cypriotische leiders werden opgeroepen positieve retoriek te hanteren en de voordelen van een akkoord en noodzaak van een compromis duidelijk uit te leggen voorafgaand aan een eventueel referendum. Verder was het van belang dat wederzijds vertrouwen werd opgebouwd en grensposten van de Groene Lijn open bleven.
Beiden zijden waren het eens dat de aanwezigheid van de VN-vredesmacht nodig bleef om de stabiliteit en rust te bewaren. Het mandaat van UNFICYP werd verlengd tot 31 januari 2019. De capaciteiten van de vredesmacht om de contacten tussen beide zijden te onderhouden moest worden verhoogd. De secretaris-generaal werd ook gevraagd het aantal vrouwen te verhogen.
Lijst ·  2398 ·  2399 ·  2400 ·  2401 ·  2402 ·  2403 ·  2404 ·  2405 ·  2406 ·  2407 ·  2408 ·  2409 ·  2410 ·  2411 ·  2412 ·  2413 ·  2414 ·  2415 ·  2416 ·  2417 ·  2418 ·  2419 ·  2420 ·  2421 ·  2422 ·  2423 ·  2424 ·  2425 ·  2426 ·  2427 ·  2428 ·  2429 ·  2430 ·  2431 ·  2432 ·  2433 ·  2434 ·  2435 ·  2436 ·  2437 ·  2438 ·  2439 ·  2440 ·  2441 ·  2442 ·  2443 ·  2444 ·  2445 ·  2446 ·  2447 ·  2448 ·  2449 ·  2450 ·  2451